# Rue Joseph Jacquet
Pour les articles homonymes, voir Joseph et Jacquet.
La rue Joseph Jacquet (en néerlandais : Joseph Jacquetstraat) est une rue bruxelloise de la commune de Schaerbeek qui va de la rue François-Joseph Navez à la rue Stephenson.

## Histoire et description
La rue porte le nom d'un sculpteur belge, Joseph Jaquet, né à Anvers le 30 janvier 1822 et décédé à Schaerbeek le 9 juin 1898.
La numérotation des habitations va de 3 à 21 pour le côté impair et de 2 à 28 pour le côté pair.

## Adresse notable
- no 19 : Maison du Foyer Schaerbeekois